# Marie Parouty
Marie Parouty est une comédienne française née à Paris et de famille franco-italienne.

## Biographie
Élève du Cours Florent, elle sera reconnue pour son rôle de la fille dans la série Chez Maman aux côtés de Sébastien Thiéry et Françoise Christophe, diffusée de 2003 à 2006 dans l'émission 20 h 10 pétantes. présentée par Stéphane Bern.

## Théâtre
- 1991 : Dommage qu'elle soit une putain d’après John Ford, mise en scène  Thomas Le Douarec, Cirque d'Hiver, Festival off d’Avignon 1991, Le Palace, Théâtre Le Trianon
- 1992 : Sur le dos d'un éléphant de Thomas Le Douarec, création Centre Mathis, reprises aux Blancs Manteaux, Théâtre Paris-Plaine, Bateau-Théâtre Ouragan, Bateau-Théâtre la Mare au Diable
- 1993 : La Foi, l’amour, l’espérance d’Ödön von Horváth, mise en scène Jacques Osinski, Centre culturel La Clef Paris
- 1993 : Les Sorcières de Salem d’Arthur Miller, mise en scène Thomas Le Douarec, création Centre Mathis, reprises Théâtre Le Trianon, Théâtre Hébertot, Théâtre Mouffetard, Théâtre du Ranelagh, tournée 1995-1996
- 1995 : Le Dindon de Georges Feydeau, mise en scène Thomas Le Douarec, création au Théâtre du Ranelagh, reprises au Théâtre Le Trianon, au Festival off d’Avignon 1996, Cinévox, Théâtre La Bruyère, Théâtre Tristan Bernard pour toute la saison jusqu'en juillet 1997, tournée 1995-1998
- 1998 : Pop corn de Ben Elton, mise en scène Stephan Meldegg, Théâtre La Bruyère
- 1998 : Le Cid de Corneille, mise en scène Thomas Le Douarec, Théâtre de la Madeleine
- Antoine et Cléopâtre de Shakespeare, mise en scène M. Bouglione, Théâtre du Ranelagh
- 1999 : Du vent dans les branches de sassafras de René de Obaldia, création au Théâtre du Ranelagh, reprises au Petit Théâtre de Paris, tournée 1999-2001
- Tartuffe de Molière, mise en scène Panchika Velez, Théâtre de Dax
- Les chiens vivent avec leurs Dieux de A. Walter, mise en scène W. Hotton, Théâtre du Guichet Montparnasse
- 2002 : Monty Python flying circus, mise en scène Thomas Le Douarec, Palais des Glaces, Petit Théâtre de Paris
- 2002 : 1+1=2, spectacle de danse et de théâtre d’après des textes d’auteurs contemporains et de Thomas Le Douarec, création Vingtième Théâtre
- Les Caprices de Marianne de Alfred de Musset, mise en scène Jean-Paul Rouve, Théâtre Paris Plaine
- Les Femmes au tombeau de Michel de Ghelderode, mise en scène V. Base, Théâtre du Guichet Montparnasse
- L'An 2 de la liberté de A. Borowski, mise en scène Xavier Marcheschi, Cartoucherie de Vincennes
- 2006 : Dieu habite Düsseldorf de Sébastien Thiéry, mise en scène Christophe Lidon, théâtre des Mathurins
- 2006 : Andromaque de Racine, mise en scène Thomas Le Douarec, Théâtre du Chêne Noir : Hermione
- Le Plus Grand Théâtre du monde de Calderón, mise en scène Marc Favre, Festival du Val-de-Marne
- Les Mutines de Eichenhoff de Ulrike Meinhof, mise en scène D'Hennzell, Jean Mermoz à Lyon
- 2007 : L’Arbre de joie de Louis-Michel Colas et David Khayat, mise en scène Christophe Lidon, Théâtre de la Gaîté-Montparnasse
- 2009 : Le Cid de Corneille, mise en scène Thomas Le Douarec, Théâtre Comédia
- 2009 : Panique au ministère de Jean Franco et Guillaume Mélanie, mise en scène Raymond Acquaviva, Théâtre de la Renaissance
- 2010 : Panique au ministère de Jean Franco et Guillaume Mélanie, mise en scène Raymond Acquaviva, Théâtre des Nouveautés
- 2013 : Le Père de Florian Zeller, mise en scène Ladislas Chollat, Théâtre Hébertot
- 2014 : Deux hommes tout nus, de Sébastien Thiéry, mise en scène Ladislas Chollat, Théâtre de la Madeleine.
- 2016 : La Candidate, soit Panique au ministère... La suite !, de Jean Franco et Guillaume Mélanie, mise en scène Raymond Acquaviva, Théâtre de la Michodière.
- 2019 : Comme des sœurs de Béatrice Massenet, avec Ariane Massenet et Alexandra Simon, Théâtre la Boussole[1],[2].
- 2023 : La Présidente de Maurice Hennequin et Pierre Veber, mise en scène Jeoffrey Bourdenet, théâtre Tête d'Or
- 2023 : Sans rancune de Sam Bobrick et Ron Clarck, mise en scène Jeoffrey Bourdenet, théâtre Hébertot
- 2024 : L'Argent de la vieille de Rodolfo Sonego, mise en scène Raymond Acquaviva, Théâtre Libre

## Filmographie

### Cinéma
- 1996 : Le Souffleur, court métrage de Bruno Sauvard
- 2000 : On s'embrasse ?, court métrage de Pierre-Olivier Mornas
- 2001 : L'Éternel Garçon, court métrage de Mohamed Himi
- 2004 : Debout les frileux de la Terre, court métrage de Christophe Leborgne
- 2007 : Les Deux Mondes de Daniel Cohen
- 2007 : Coco avant Chanel d'Anne Fontaine

### Télévision
- 2004 : Inséparables d'Élisabeth Rappeneau
- 2004 : 20 h 10 pétantes : Chez maman de Pierre-Olivier Mornas (sur Canal+)
- 2006 : Préjudices de Frédéric Berthe
- Sur un air de Maldone de Claude Pierre Chavagnon
- Équipe médicale d'urgence d'Étienne Dhaene
- 2009 : Boulevard du Palais (épisode Un crime ordinaire) de Thierry Petit
- 2010 : Famille d'accueil (épisode L'Autre Peine) de Bertrand Arthuys